# Parashurama
Parashurama (en sànscrit: परशुराम, segons els criteris de IAST la seva pronunciació seria Paraśurāma) és el nom del sisè avatar del Déu Vixnu.
La cosmovisió hindú, des de l’antiguitat, i de la mateixa manera que succeeix en altres religions, planteja la dicotomia entre el bé i el mal, els quals tenen una traducció com a divinitats i dimonis. Aquestes dues forces oposades s’equilibren, però hi ha moments que es desestabilitzen. Això es produeix a través de la imposició d’una força demoníaca, o dolenta, sobre la resta. En aquest moment és quan el déu Vixnu descendeix a la terra, i lluita contra aquesta entitat, per poder retornar a un correcte estadi d’harmonia. Les intervencions d'en Vixnu a la terra es fan a través de l'adopció d'un avatar.
Es recullen fins a deu d'aquestes encarnacions, alguns dels més coneguts són Krixna, o Buda, entre d'altres. El Parashurama va precedir en Vamana, i el va succeir el rei Rama, tots ells avatars del mateix Vixnu (en relació amb l'ordre que estipula el Dashavatara), amb el qual no s'ha de confondre, pel fet que comparteixen el mateix nom, encara que es fa la distinció a través d'afegir parashu, que és destral en sànscrit. Per tant, el seu nom es pot traduir literalment com a "Rama amb destral". Tanmateix, en Parashurama i el rei Rama poden aparèixer de forma conjunta, pel fet que el sisè avatar va posar a prova al monarca a través d’una competició amb arc, per comprovar si era digne.
És convenient destacar l'aparició d'en Parashurama dintre del Kali Yuga, o quarta era, on serveix com guia per en Kalki (l'últim avatar d'en Vixnu), qui apareix en aquest període per lluitar contra el dimoni Kali, el qual dona nom a aquesta era futura, que s’entén com la màxima degradació de la humanitat. Per aquest motiu, el Kalki haurà, no només d’exterminar a en Kali, sinó també a tota la humanitat, per poder iniciar un nou període. Realment, en Parashurama se situa durant la Treta Yuga (o segona era), que es caracteritza per un moment convuls on es produeixen diverses guerres entre governants, que volen dominar el món.

## Origen

### Aparició del Parashurama en textos, i poemes èpics
La història del Parashurama es manifesta amb múltiples variants, es troba principalment recollida a través de textos hinduistes, com el Skanda Purana, o també el Sahyadrikhanda. Aquest últim està centrat en l'origen mitològic, i història de la comunitat índia chitpavan, provinent del Konkan, un territori a la costa oest de l’Índia. Cal destacar l’associació directa de la zona amb la figura mítica de Parashurama. Així mateix, el seu culte també s’expandeix pel sud de la península de l'Hindustan, i sobretot és una figura molt associada amb territoris on es practica l'agricultura. Així mateix cal esclarir l'aparició del Parashurama en algunes de les versions dels dos grans poemes èpics, de l’antiga Índia; tant en el Mahabharata, com també en el Ramayana

### El mite d'en Renuka
En aquests textos se’ns explica l'origen genealògic del Parashurama, el qual era fill del savi Jamadagni, i la seva muller, la princesa Renuka. Una de les principals llegendes en relació amb aquesta família ens relata com un dia Renuka va anar al riu per agafar aigua, però va tardar a tornar a casa. Per aquest motiu, Jamadagni, es va estranyar. El seu retard es devia al fet que estava observant com copulaven el rei dels gandharves, deïtat masculina tant budista, com hinduista, amb les seves apsares, deïtat similar a una nimfa aquàtica. Això va enfurismar en Jamadagni, qui la va condemnar per la seva actitud pecaminosa, ja que havia perdut la seva innocència en observar aquest acte amorós. Així, va manar un per un als seus fills (de major a menor), que degollessin a la seva mare. Tots es van negar, fins que va arribar el més jove, en Parashurama, que va accedir-hi. Arran de la negativa dels altres fills, el pare també va encomanar al Parashurama que decapités als seus germans. Finalment, després de cometre matricidi, i fratricidi, en Jamadagni estava molt agraït pel que havia fet en Parashurama, per això va accedir a concedir-li el desig que volgués. És en aquest moment, és on el Parashurama, li demana que retorni la seva mare a la vida, però purificada de tots els seus pecats, juntament amb els seus germans. En aquesta petició al seu pare ell demana també que li esborri de la memòria els actes que ha comès. De la mateixa manera que en altres variants de la història, el que condemna a la Renuka no és l'observació de l'acte amorós, sinó que s'oblida de fer el sacrifici pertinent.
És a partir d’aquesta llegenda que se l'associa amb la destral, convertint aquesta arma en un dels seus principals atributs. Així mateix, és convenient assenyalar que aquest instrument és associat amb el déu Xiva. Va ser qui va ensenyar al Parashurama el camí del guerrer, i a dominar diverses armes, en especial la destral. Així mateix, en algunes regions agrícoles es representa o s’associa amb l’aixada.

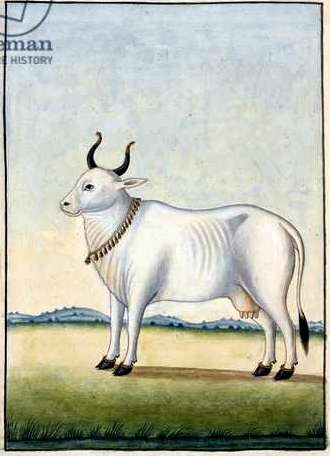
Representació de Kamadhenu la vaca màgica

### La vaca màgica Kamadhenu (o Sushîlâ)
Una altra llegenda en relació amb aquesta família exposa el segrest de la vaca màgica Kamadhenu, en altres històries també anomenada Sushîlâ. Aquesta és propietat d'en Jamadagni. És convenient matisar que aquests mites o llegendes es presenten diverses variacions segons la zona o la font consultada, a causa del lligam amb el folklore, el qual varia segons la regió.
En algunes fonts es comenta que l'Arjuna, heroi indi protagonista del poema èpic Mahabharata, va ser qui va prendre per la força l'animal. Per aquest motiu, el Parashurama quan va adonar-se del crim, enfurismat, va reptar a un combat a l'heroi, i finalment, el va decapitar. En conseqüència, els fills de l'Arjuna, quan van saber que li havia succeït al seu pare, van buscar venjança. Per això, van matar el Jamadagni; aquest acte va provocar la fúria extrema d'en Parashurama, que va decidir exterminar la seva estirp de la terra, a través de vint-i-dues campanyes militars. Aquesta és una de les versions que s’expliquen de la història, la variació es produeix principalment en determinar qui va ser el qui va segrestar, i posteriorment va matar en Jamadagni. En canvi, el final de la narració sempre és similar, en Parashurama enfurismat, en un acte de gran violència decideix exterminar el llinatge d'aquells que han perpetuat els crims.

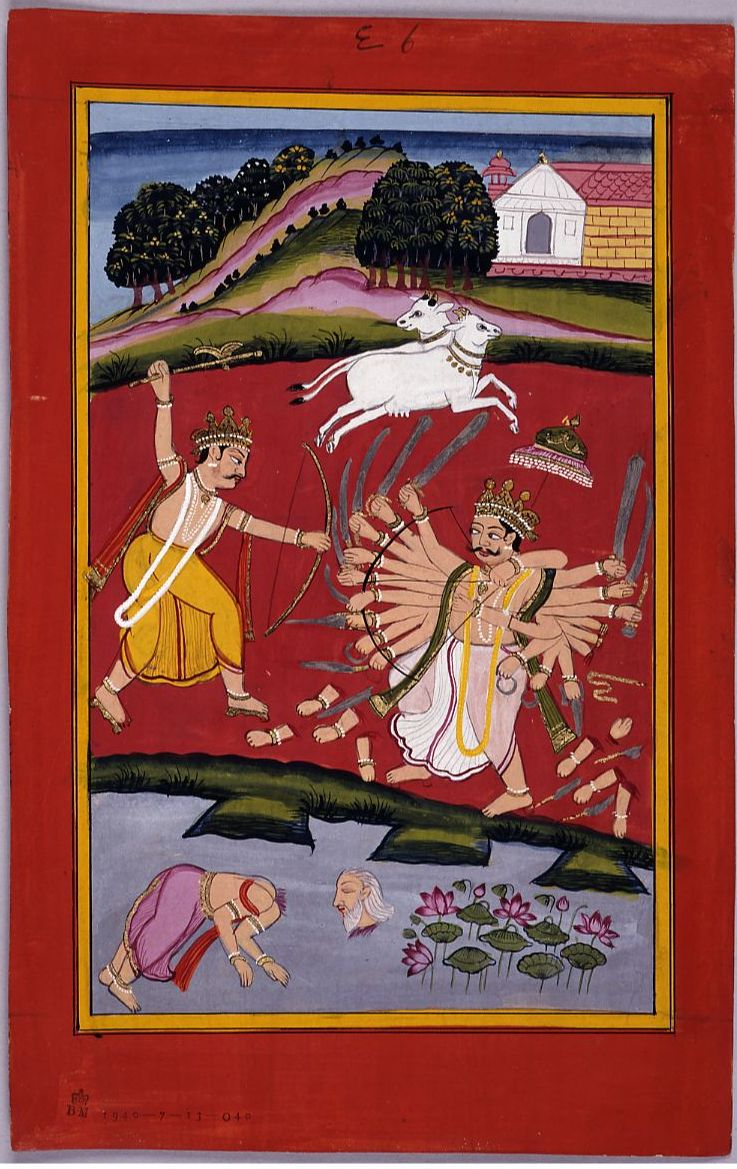
En Parashurama matant al rei Kartavirya Arjuna, després que aquest matés al seu pare, Jamadagni.

En altres textos es recull que el perpetuador del segrest, i posterior assassinat va ser el rei Kartavirya Arjuna. En algunes versions no el mata, sinó que es queda malferit. No hem de confondre Kartavirya Arjuna amb l’anteriorment citat heroi èpic Arjuna, el qual va ser el governant de l’antiga Haihayas, lloc mític situat en l’oest de l’Índia. En aquest cas la narració exposa que Jamadagni, junt amb la seva esposa Renuka, van oferir allotjament al monarca, en aquest moment, Sushila, la vaca màgica, li va donar menjar i beure. Per aquest motiu, en adonar-se dels poders de l'animal el rei va voler que fos de la seva propietat. Primerament, va intentar proposar-li un tracte, pel qual ell li oferia mil vaques, a canvi de Sushila. Però el Jamadagni es va negar. Com que no hi va accedir, en Kartavirya Arjuna (o en altres versions un dels ministres del monarca, Candragupta), va decidir segrestar a la vaca, i al seu vedell. Seguidament, en algunes versions s’exposa la posterior mort d'en Jamadagni. Encara que en altres segueix viu, però amb la posterior mort del rei Kartavirya Arjuna, els fills del monarca buscaran venjança, deixant-lo graument ferit, i fins i tot, en alguns relats portant-lo a la mort. En conseqüència, el Parashurama amb ajut d'en Xiva va decidir enfrontar-se a la casta dels ksatriyas, els governants, i guerrers del moment (casta a la qual pertenexia en Kartavirya Arjuna) i després de batallar amb diversos reis, va aniquilar-los a tots. Aquest acte serà un dels més coneguts en relació amb la figura del Parashurama, sobretot en relació amb el brahmanisme. És convenient assenyalar que en Parashurama corresponia, dins del sistema de castes vèdiques, a la dels bramans (sacerdots), una de les castes superiors. Tanmateix, cal mencionar que aquest conflicte al·ludiria a un problema de les castes ja de l'antiguitat índia, reflectit en aquestes figures mítiques. En la formulació d'en Parashurama com avatar del Vixnu presenta particularitats, ja que no lluita contra forces còsmiques, dimonis o per garantir la preservació de l'ordre universal.
Finalment, aquest relat conclou de diferents formes. Segons algunes narracions, el pare d'en Parashurama aconsegueix sobreviure, i ordena el seu fill que marxi a la muntanya de Mahendragiri (Odisha) per fer penitència, a causa de totes les morts que ha provocat. Quan el Parashurama marxa seguint els designis del seu pare, apareix el fill més jove del rei Kartavirya Arjuna, i posteriorment posa fi a la vida del Jamadagni. El relat continua explicant com preparen el funeral d'en Jamadagni, creant la pila, i portant a terme el ritual corresponent, el qual consistia en calar foc a la pila fúnebre. En aquest instant, la seva muller la Renuka, es llança a les flames. En un acte que es coneix com a sati, em què mor al costat del seu marit.

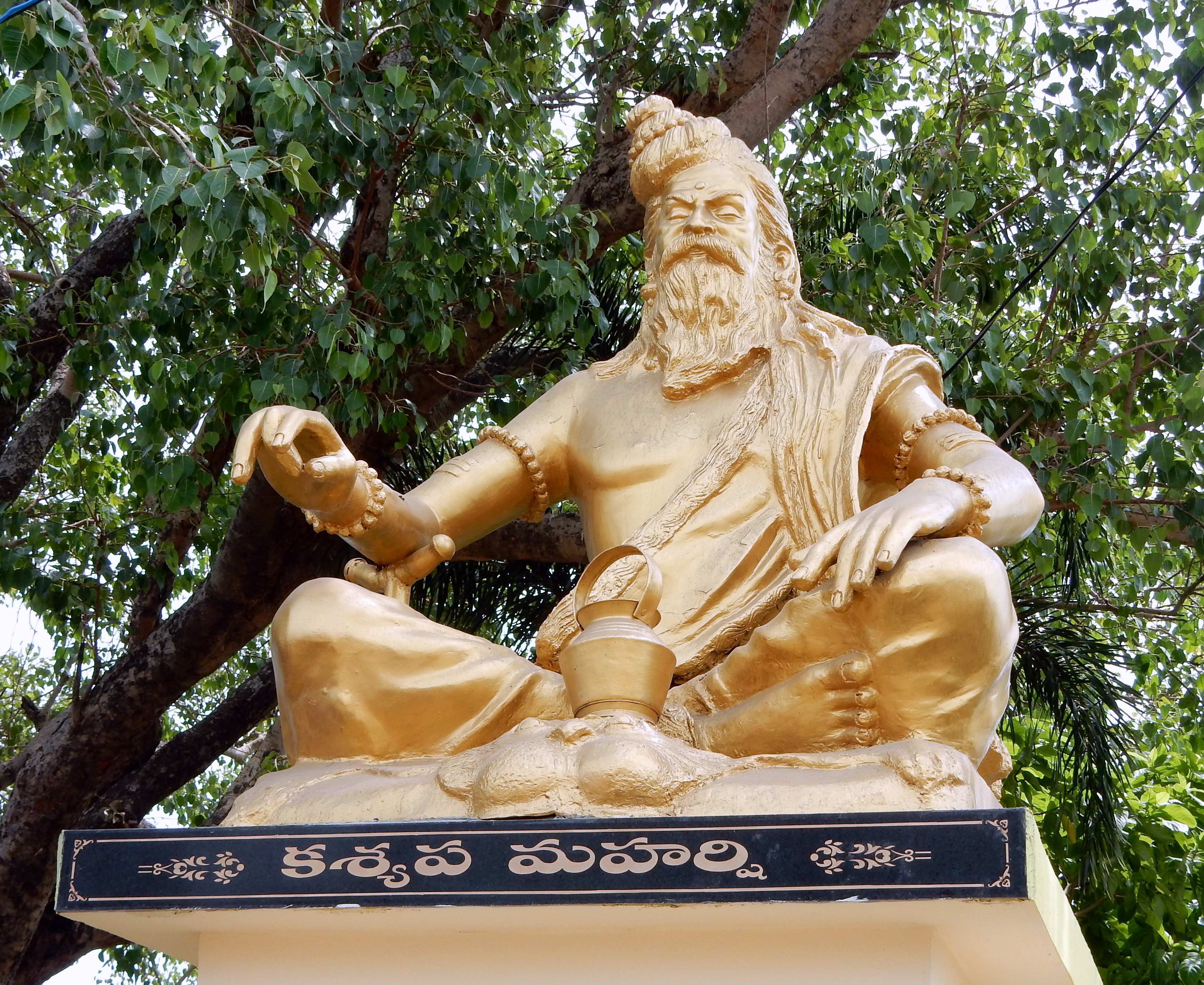
Estàtua d'en Kashyapa situada en el districte de Kovvuru (estat d'Andhra Pradesh, índia).

Altres narracions recullen com aquest fet conclouen amb també la mort d'en Jamadagni, per part d'un dels fills del Kartavirya Arjuna. Però posteriorment, el Parashurama entra en colera, i per això, decideix exterminar diverses generacions dels ksatriyas, utilitzant-los com sacrifici. Alhora, també va emprar la sang d'aquells que matà per omplir fins a cinc llacs. Quan el Parashurama es disposava a continuar amb la seva matança, en venjança del que li havia succeït al seu pare, els seus ancestres el van dissuadir. En conseqüència, i per poder posar fi a tots aquests homicidis, decideix emprendre un últim sacrifici massiu (yagna), donant tota la terra, a manera de regal (dakshina), al sacerdot, i el savi Kashiapa (o Kasyapa). Finalment, en Parashurama emprèn un viatge per poder trobar un nou lloc per establir-se. Per tant, va decidir que llançaria una fletxa, i allà on caigués demanaria que una divinitat marítima fes emergir terra per erigir el seu nou castell. A partir d’aquest acte neix el mite en relació amb l'aparició de la costa del Konkan a la de Malabar, i afegint la zona de Goa.
A diferència d'altres avatars d'en Vixnu, en Parashurama no va retornar a la divinitat un cop finalitzat la seva missió o vida, sinó que va esvair, traslladant-se a la muntanya Mahendra. Però amb la qualitat de poder reapareix per poder ajudar, o intervenir en fets de gran transcendència. És a dir, és l’únic avatar atemporal del Déu. No està adscrit, o vinculat a un únic temps, o moment.

## Iconografia

### Iconografia comuna
En Parashurama es presenta en una forma mortal, generalment com un home madur, i sempre apareix com un guerrer poderós. Els seus principals atributs són la destral (parashu), la qual li dona nom. Però també és un element que el vincula amb molts mites, com amb altres divinitats, tant en Xiva, com el seu fill, en Ganesha. Aquesta història exposa com en Xiva li va donar la destral al Parashurama. A més d’ensenyar-li com utilitzar-la, juntament amb altres armes, que també són considerades atributs característics de l'avatar guerrer d'en Vixnu; com per exemple l’arc (amb el qual es tracta l’aparició de la costa de Konkan fins a Malabar), en concret un que li dona en Xiva, que és un arc diví (anomenat vijaya), o també l’aixada que el vincula amb els territoris agrícoles de l’Índia.

### El mite d'en Parashurama i en Ganesha
En relació amb la figura d'en Ganesha, en algunes històries s’exposa com va ser el Parashurama qui va trencar-li l’ullal al fill d'en Xiva. Això es va produir després de la massacre dels ksatriyas, on havia utilitzat la destral donada pel Xiva. Per aquest motiu, en Parashurama volia parlar amb la divinitat, per poder agrair-li, i a més, fer-li una ofrena en senyal de gratitud. Però en aquest moment, en Xiva havia marxat amb la seva muller, Parvati de la muntanya Kailash (on vivien) per fer un viatge. En el moment de la visita de Parashurama només es trobava a la muntaynya amb Ganesha, el qual li va dir que no estava present. Això va enfurismar Parashurama, el qual li va llançar la destral disgustat, i colèric. L'arma va anar a parar a la cara de Ganesha, el qual la va poder parar amb l’ullal, i en conseqüència se li va trencar.

### Variants iconogràfiques
En textos com el Visnudharmattara Purana, o també en el Rupamandana es decriu Parashurama com un home que es vesteix amb pell d’antilop negre, i porta una destral. En alguns casos pot portar altres armes. Mentre que en l'Agni Purana (on s'exposa l'incident amb Ganesha), o en el Samarangana-sûtradhâra, es descriu com una figura que arriba a portar fins a quatre armes; la destral, l’arc, les fletxes i una espasa. Altres escrits el descriuen amb un escut, com és el cas del Bhagavata Purana. Hi ha variants que defineixen la seva iconografia d'una manera similar, o que pot arribar a recordar amb la del Déu Xiva.

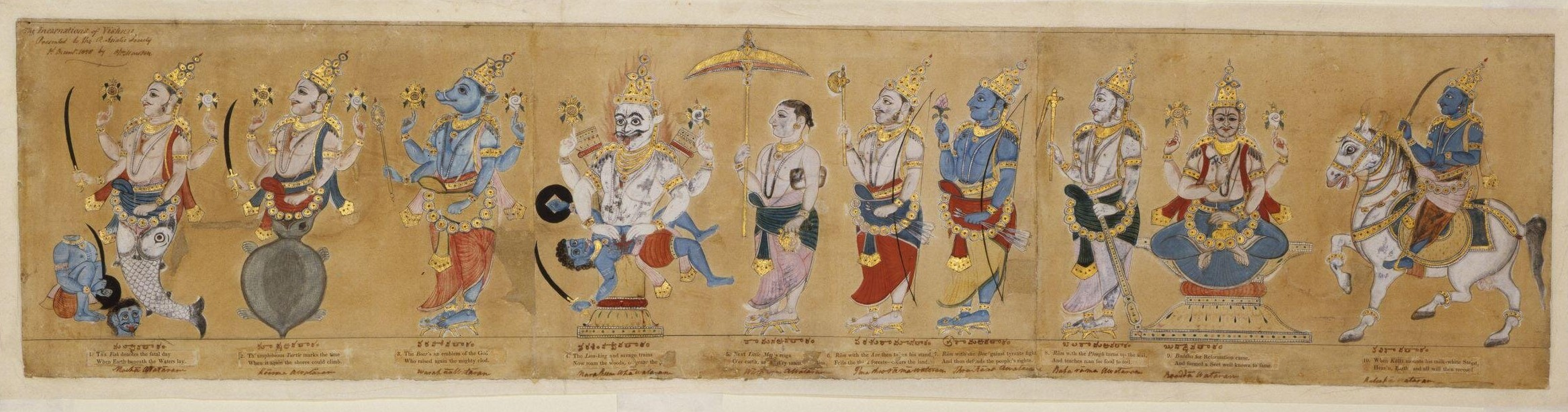
Dasavatar,, Andhra Pradesh (Índia).

## Temples

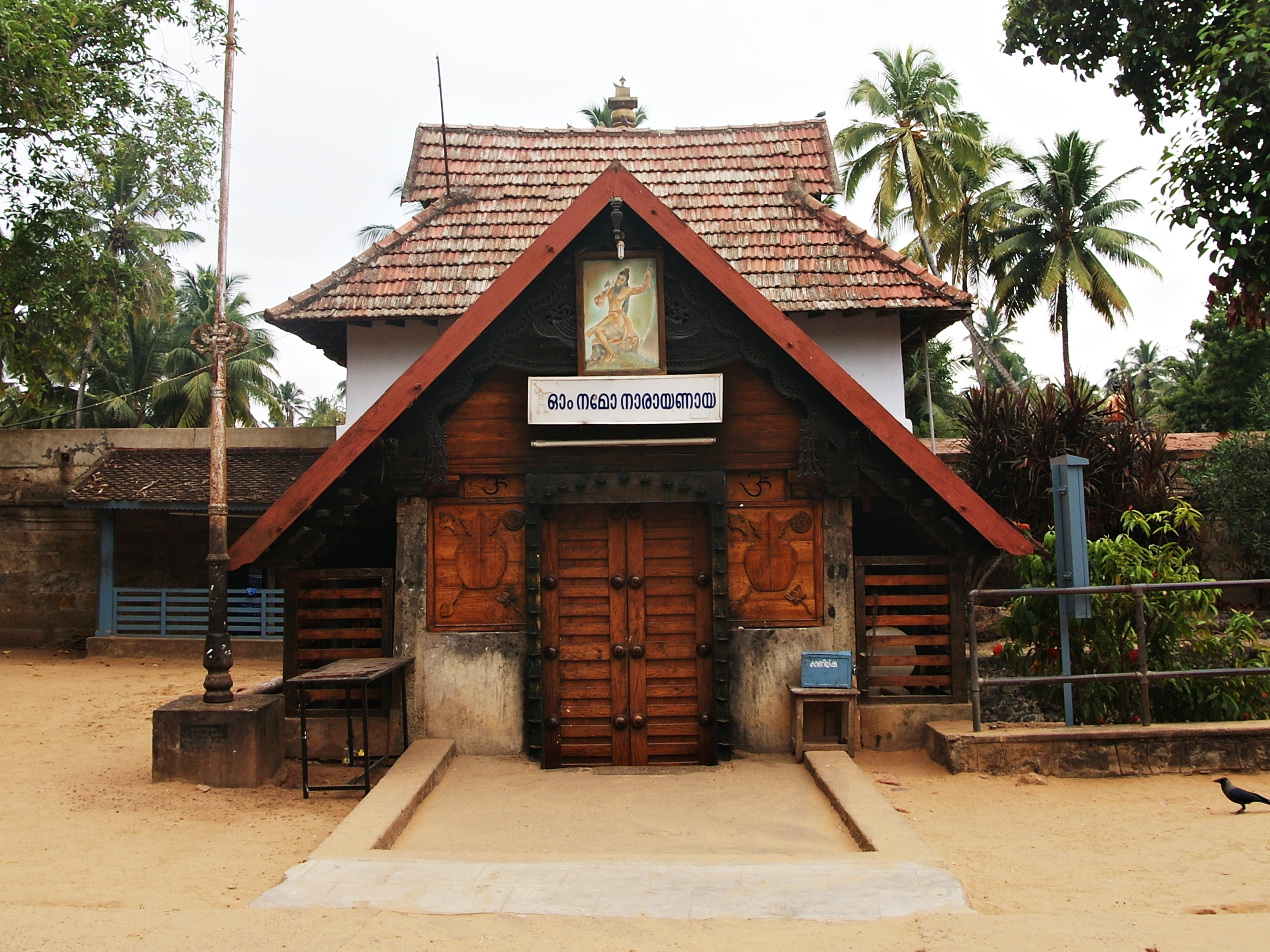
Temple dedicat a en Parashurama Thriruvallam Sree Parashurama Swami, situat al sud de l'índia.

En l'actualitat Parashurama és considerat un avatar menor del déu Vixnu, però encara que es coneixen les seves llegendes, i mites. No obstant això, no gaudeix de gran culte entre la població actual. Alguns dels temples que es coneixen dedicats aquesta figura són: 
- Temple de Thriruvallam Sree Parashurama Swami; situat al sud de l'Índia. És el temple més antic en honor d'aquest personatge, localitzat en el sud de l'Índia. Es creu que podria haver estat construït entre els segles XII-XIII dC.

- Temple de Parashuram a Poinguinim; situat en el sud de Goa.

- Temple Parashurama Shree Kshetra; localitzat a Maharashtra, l’oest de l’Índia.
- Temple Parashurama localitzat en Chiplun; ciutat a l'oest de la península, ubicada en l'estat de Maharashtra. El temple va ser fundat per iniciativa del sacerdot Swami Paramahansa Brahmendra.

El culte d'aquesta divinitat està, majoritàriament, concentrat a l'oest de la península de l'Hindustan, sobretot per les connexions amb els mites, els quals en aquesta zona continuen vinculant en Parashurama amb aquestes regions de l'Índia.

## Galeria

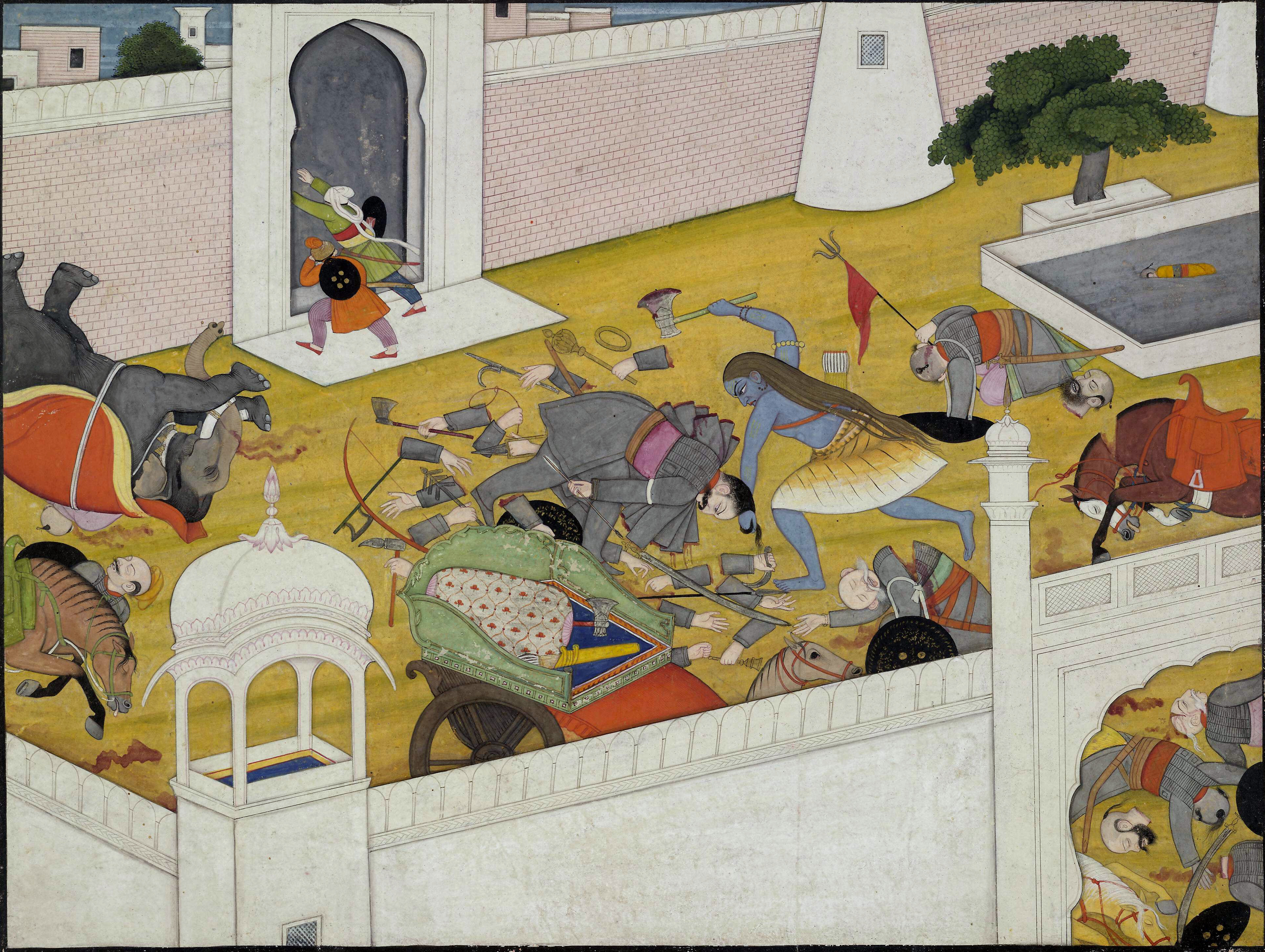
Parashurama matant al rei Kartavirya Arjuna.
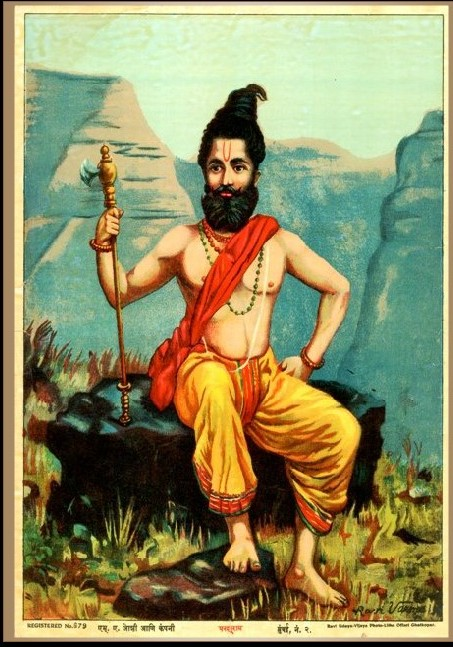
Representació de Parashurama com sisè avatar de Vixnu.
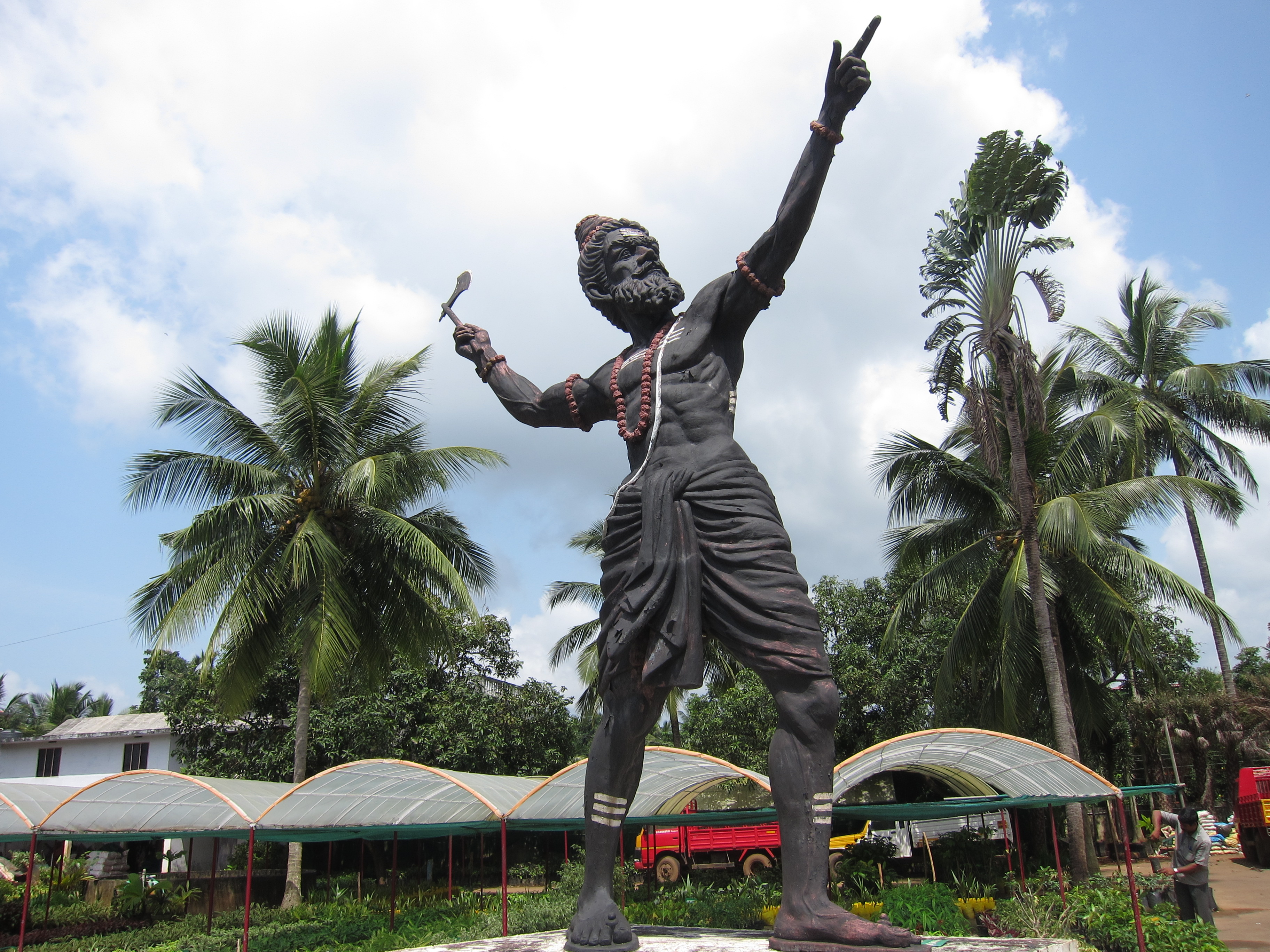
Escultura de Parashurama, localitzada en el sud de l’Índia a l'estat de Kerala.
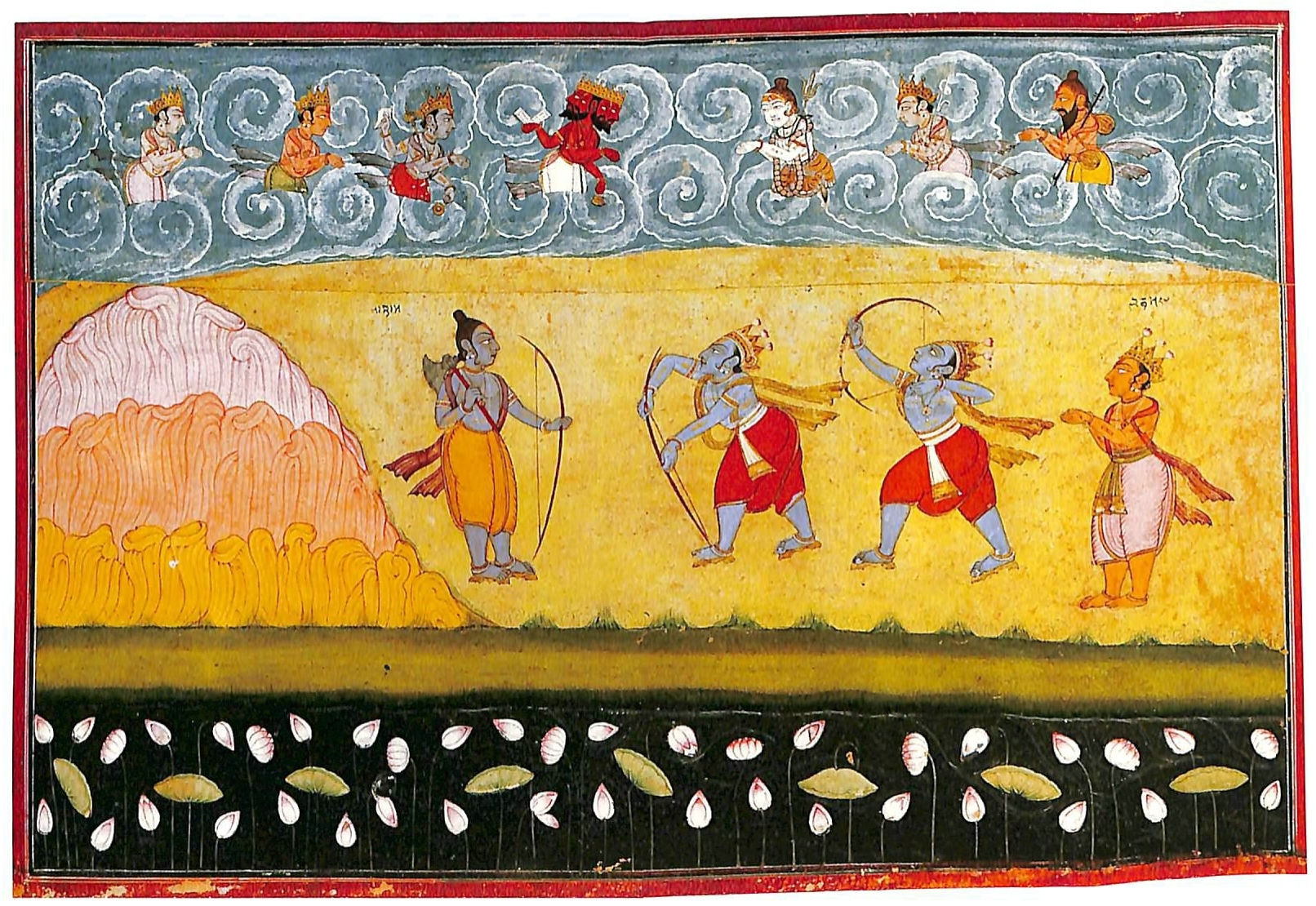
Parashurama va posar a prova al següent avatar del Déu Vixnu, el rei Rama.
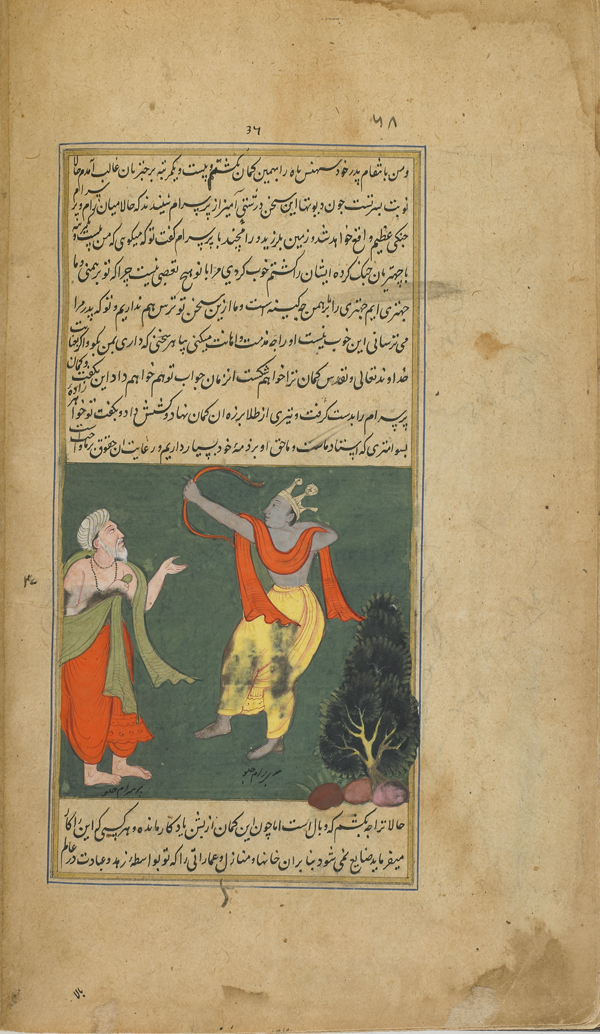
Parashurama amb l'arc. Foli 67, volum 1, Ramayana de Valmiki.[25] Elaborat durant l'imperi Mogo.